# Ministerium für Staatssicherheit (UdSSR)
Das Ministerium für Staatssicherheit (MGB) (russisch Министерство государственной безопасности/Ministerstwo gossudarstwennoi besopasnosti) der UdSSR war die am 19. März 1946 aus dem NKGB gebildete sowjetische Staatssicherheitsbehörde. Sie wurde im März 1953 aufgelöst und bis März 1954 dem Innenministerium der UdSSR, für kurze Zeit unter Lawrenti Beria, unterstellt.
Das MGB gilt als die offizielle Vorgängerorganisation des am 13. März 1954 gegründeten Komitees für Staatssicherheit (KGB). Erster Leiter des MGB war vom 19. März 1946 bis 7. Mai 1946 Wsewolod Nikolajewitsch Merkulow. Ihm folgte Wiktor Semjonowitsch Abakumow in der Zeit vom 7. Mai 1946 bis 4. Juli 1951. Nach dessen Amtsenthebung wurde Sergei Ogolzow bis 9. August 1951 sein kurzzeitiger Nachfolger. Vom 9. August 1951  bis zur Auflösung am 5. März 1953 leitete Semjon Denissowitsch Ignatjew den Staatssicherheitsdienst.
Das MGB bestand aus drei Hauptverwaltungen.

## Aufgabengebiete der Hauptverwaltungen
1. Hauptverwaltung (PGU)

Die 1. Hauptverwaltung war zuständig für die politische Auslandsaufklärung.
2. Hauptverwaltung (WGU)

Die Aufgabe der 2. Hauptverwaltung war die Spionageabwehr im zivilen Bereich. Weiterhin war sie für die Sicherungsaufgaben der KPdSU-Einrichtungen in der UdSSR und insbesondere den Personenschutz der Partei- und Staatsführung zuständig.
3. Hauptverwaltung (TGU)

Die Aufgabe der 3. Hauptverwaltung war die militärische Spionageabwehr. Weiterhin war sie verantwortlich für Aktivitäten des MGB in der Sowjetischen Besatzungszone und späteren DDR und unterhielt hierzu ihr Hauptquartier in der SBZ in Berlin-Karlshorst, Waldowallee 53–54.